# Mosquito-Motor

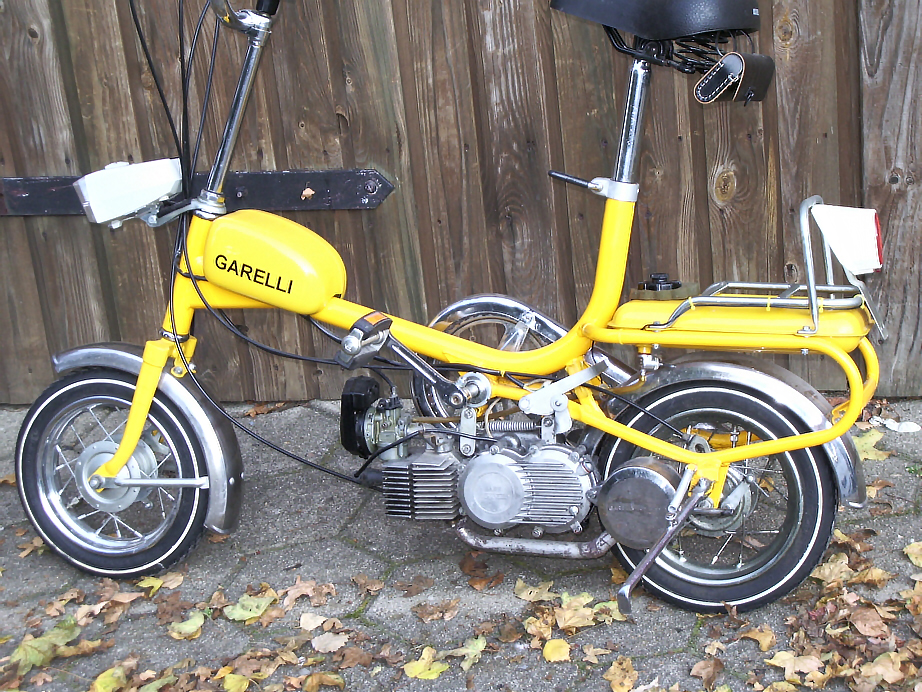
City-Bike mit Baby Mosquito-Motor

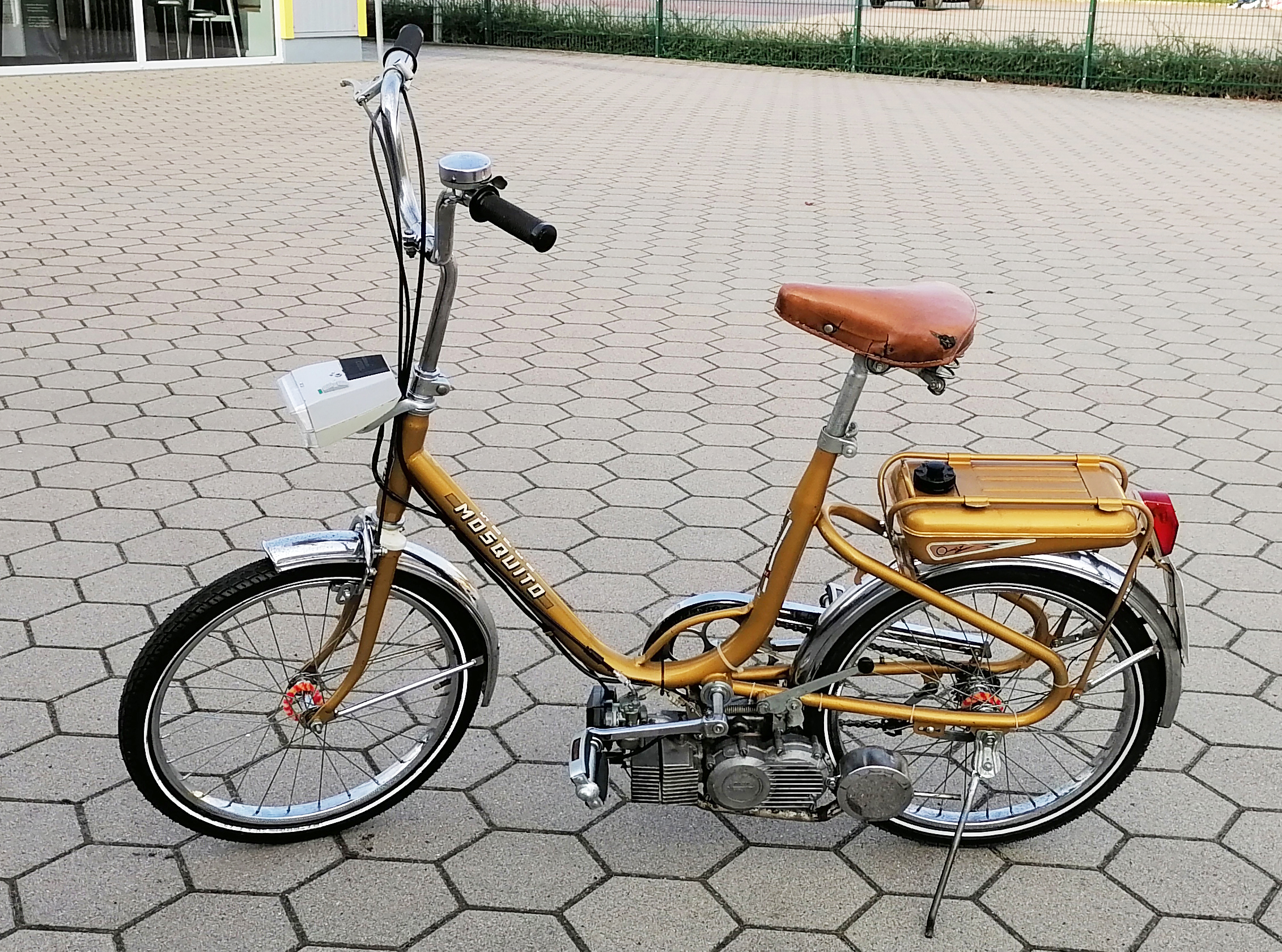
Super Mosquito mit Baby Mosquito-Motor

Der Mosquito-Motor ist ein Zweitaktmotor. Er wurde 1938 erstmals von Garelli in Italien hergestellt und war zunächst ein Hilfsmotor zum Anbau an Fahrräder.

## Vorgeschichte
Die Idee, einen Hilfsmotor für Fahrräder zu konstruieren, kam dem Mailänder Ingenieur Carlo Albero Gilardi Mitte der 1930er Jahre, als er gezwungen war, unter der Last seines Werkzeugkastens weite Strecken mit dem Fahrrad zurückzulegen, um Wartungs- oder Reparaturarbeiten an Maschinen durchzuführen.  Nach seinem Abschluss am Technischen Institut Giacomo Feltrinelli schloss er sein Ingenieurstudium als Privatstudent an der Höheren Technischen Hochschule in Freiburg im Üechtland ab.
Bei Ausbruch des Zweiten Weltkriegs wurde Gilardi als Konstrukteur bei Radaelli angestellt, wo er die Intuition hatte, einige technische Lösungen, die in den Kurbelmechanismen von Kolbenkompressoren verwendet wurden, auf kleine Verbrennungsmotoren übertragen zu können.

## Das Projekt
Gilardi entwarf und patentierte einen Zweitaktmotor, bei dem der Kurbeltrieb im Wesentlichen aus einem großen Bolzen mit einem schmalen Exzenter besteht, auf dem die rollengelagerte Pleuelstange sitzt. An den Seiten sind das Schwungrad und die Übertragungsrolle montiert. Durch den Entfall der Kurbelwangen war der Motor sehr kurz und passte quer zwischen die Pedale eines normalen Fahrrads. Daher konnte er unter das Tretlager eingebaut werden. Gilardi hatte aber kein Geld, um die Prototypen anzufertigen und vor allem die Serienproduktion zu starten.
Im Januar 1945 wurde er bei Garelli eingestellt und einige Monate später zeigte er sein Projekt dem Gründer und Eigentümer des Unternehmens, einst ein einfallsreicher und innovativer Konstrukteur von Motorradmotoren und talentierter Pilot. Garelli hatte die Produktion von Motorrädern vor einem Jahrzehnt aufgegeben und sich dem Bau von Luftkompressoren und alternativen Generatoren für die Armee und die Luftwaffe gewidmet, doch der Ingenieur Adalberto Garelli dachte bereits darüber nach, das Unternehmen nach dem Krieg in einen Mopedhersteller umzuwandeln. Als er Gilardis Projekt sah, verstand er sofort die Einfachheit und Genialität dieses Plans.
Am Ende der Kriegszeit, in der Garelli Bombenangriffen und Plünderungen entgangen war, arbeiteten die beiden Ingenieure einige Wochen lang daran, die Konstruktion zu verbessern und serienreif zu machen. Sie  einigten sich außerdem zur beiderseitigen Zufriedenheit darauf, dass der neue Hilfsmotor unter der Marke Garelli gebaut und vermarktet würde, während Gilardi Anspruch auf eine angemessene Lizenzgebühr für jedes verkaufte Stück hatte. Auf diese Weise kehrte Garelli nach langer Abwesenheit auf den europäischen Motorradmarkt zurück und Gilardi blieb beim Unternehmen beschäftigt, um die technische Entwicklung des Motors zu verfolgen.

## Der Erfolg des Motors
Im September 1945 wurde der Prototyp auf ein Touristenfahrrad übertragen und vom Konstrukteur selbst auf langen Strecken strengen Tests unterzogen. dieselben, die er zehn Jahre zuvor mit seinem mit Werkzeug beladenen Fahrrad bereist hatte. In zwei Monaten legte es über 15.000 km zurück, wobei zwischen den Fahrten unzählige kleine Modifikationen und unterschiedliche Kalibrierungen vorgenommen wurden.
In den ersten Monaten des Jahres 1946 wurde der Hilfsmotor unter dem Handelsnamen „Mosquito“ zum Verkauf angeboten, der englischen Version des Spitznamens „zanzarino“, den ihm die Garelli-Arbeiter aufgrund des geringeren Betriebsgeräuschs gaben. Der öffentliche Verkaufspreis wurde auf 22.000 Lire zuzüglich 3 % des IGE festgelegt, was einem Gesamtpreis von 22.600 Lire (ca. 730 € im Jahr 2014) entspricht, der die Lieferung des Motors, des lackierten Blechtanks und der entsprechenden Teile beinhaltet Befestigungsklammern. Damals betrug das Monatsgehalt eines Garelli-Arbeiters rund 9.000 Lire und es waren daher zweieinhalb Monate Arbeit nötig, um „sich aus der Sklaverei der Pedale zu befreien“, wie es im ersten Werbeslogan der „Mosquito“ hieß.
Der Erfolg war so groß, dass die Verteilungssituation unhaltbar wurde. Bereits in den ersten Produktionsmonaten wurde das Werk in Sesto San Giovanni von Händlern aus halb Italien belagert, die die Motoren abholten, sobald sie die Montageabteilung verließen. Das Unternehmen schaffte es, etwas mehr als 100 Stück pro Tag zu produzieren, gerade genug, um den lombardischen Markt abzudecken, aber die „Mosquitos“ waren im ganzen Land gefragt, ganz zu schweigen von den zahlreichen Bestellungen, die aus Europa und darüber hinaus eintrafen. Es wurde notwendig, eine neue Fabrik in Neapel zu errichten und auch Konzessionen für den Bau in Lizenz im Ausland zu vergeben. Der „Mosquito“ wurde in Spanien, Frankreich, England, Argentinien und sogar hinter den Kulissen in Ungarn gebaut, wo er aufgrund der leichten Längsschwingung des Motors, die durch die elastische Kupplung des Endstücks ermöglicht wurde, in „Dongo“ (Schaukeln) umbenannt wurde Übertragung.
Der Mosquito unterschied sich von anderen Hilfsmotoren durch seine Kompaktheit, die einen einfachen Einbau im unteren Teil des Fahrrads ermöglichte, ohne die Position der Pedale zu beeinträchtigen. Aufgrund der großen Nachfrage wurde es auch notwendig, eine Niederlassung zur Fertigung in Frankreich zu eröffnen.
Der Zweitaktmotor mit 49 cm³ hatte einen liegenden Zylinder und ein Gewicht von weniger als vier Kilogramm, war günstig und verbrauchte nur wenig Kraftstoff, ca. 1,5 l Kraftstoffgemisch 1:33 auf 100 km. So war er für jeden erschwinglich. Er konnte leicht unter dem Tretlager von fast jedem beliebigen Fahrrad montiert werden und übertrug die Kraft mittels einer Reibrolle auf das Hinterrad – ein Prinzip, das in ähnlicher Form beim Vélosolex-Konzept für das Vorderrad wiederkehrte. Für Beliebt- und Robustheit dieses Motors steht die Begebenheit, dass in den 1930er Jahren ein französischer Tourist auf einem Fahrrad mit Mosquito-Motor die Sahara durchquerte.
1947 wurde der Mosquito 38B mit 49 cm³ Hubraum herausgebracht. Das Triebwerk wies einige konstruktive Besonderheiten auf und galt als sehr kräftig, leistete je nach Vergaser zwischen einem und drei PS und wurde sogar in Tandems und Lastenfahrrädern eingesetzt. Auch die Land- und Forstwirtschaft bediente sich des Einbaumotors. Eine der größten Neuerungen stellte 1955 die Einführung der Centrimatic-Kupplung dar, ein Vorläufer der späteren Fliehkraftkupplung. Die ständige Weiterentwicklung des Motors führte schließlich dazu, dass es ab 1956 den Mosquito 315 mit Dreigang-Getriebe gab und er dann auch in Mofas und Mopeds eingebaut wurde.
1952 wurden in Italien und im Ausland ungefähr 400.000 dieser Motoren verkauft. In Frankreich und England wurden sie in Lizenz hergestellt. Im Laufe der Zeit stieg die Leistung von 0,8 auf 0,9 PS, das Verdichtungsverhältnis wurde von 5,5 auf 6 heraufgesetzt, die Höchstgeschwindigkeit stieg von 32 auf 35 km/h.
Ab 1966 wurde in Italien das Motorfahrrad  Garelli Velo Mosquito zunächst mit 20 Zoll-Bereifung angeboten. 1967 kam noch die Version mit 19 Zoll Reifen dazu. Der Motor mit leistete 1,2 PS.

## Baby Mosquito
In Deutschland wurde der  Motor als Baby Mosquito mit 34cm³ in drei verschiedenen Fahrgestellen vom Neckermann Versand vertrieben. Eins davon war ein Klappfahrrad, genannt Falt-Mofa und das Super-Mosquito beide mit 20-Zoll-Bereifung sowie das winzige, kuriose City-Bike, auch Miniped genannt mit 12 Zoll Reifen. Der Motor (Typ 387) leistete 0,65 PS bei 4700/min. Später wurde dieser Motor noch einmal überarbeitet (Typ 388). Die Verdichtung stieg von 6,51:1 auf 7,15:1 und Leistung auf 0,75 PS bei 5200/min. Zwischen 1966 und 1972 wurden etwa 3000 Falt/Super-Mosquitos verkauft, vom Miniped zwischen 1971 und 1973 wesentlich weniger.

Garelli Baby Mosquito Motor (Typ 387) 1969/1970
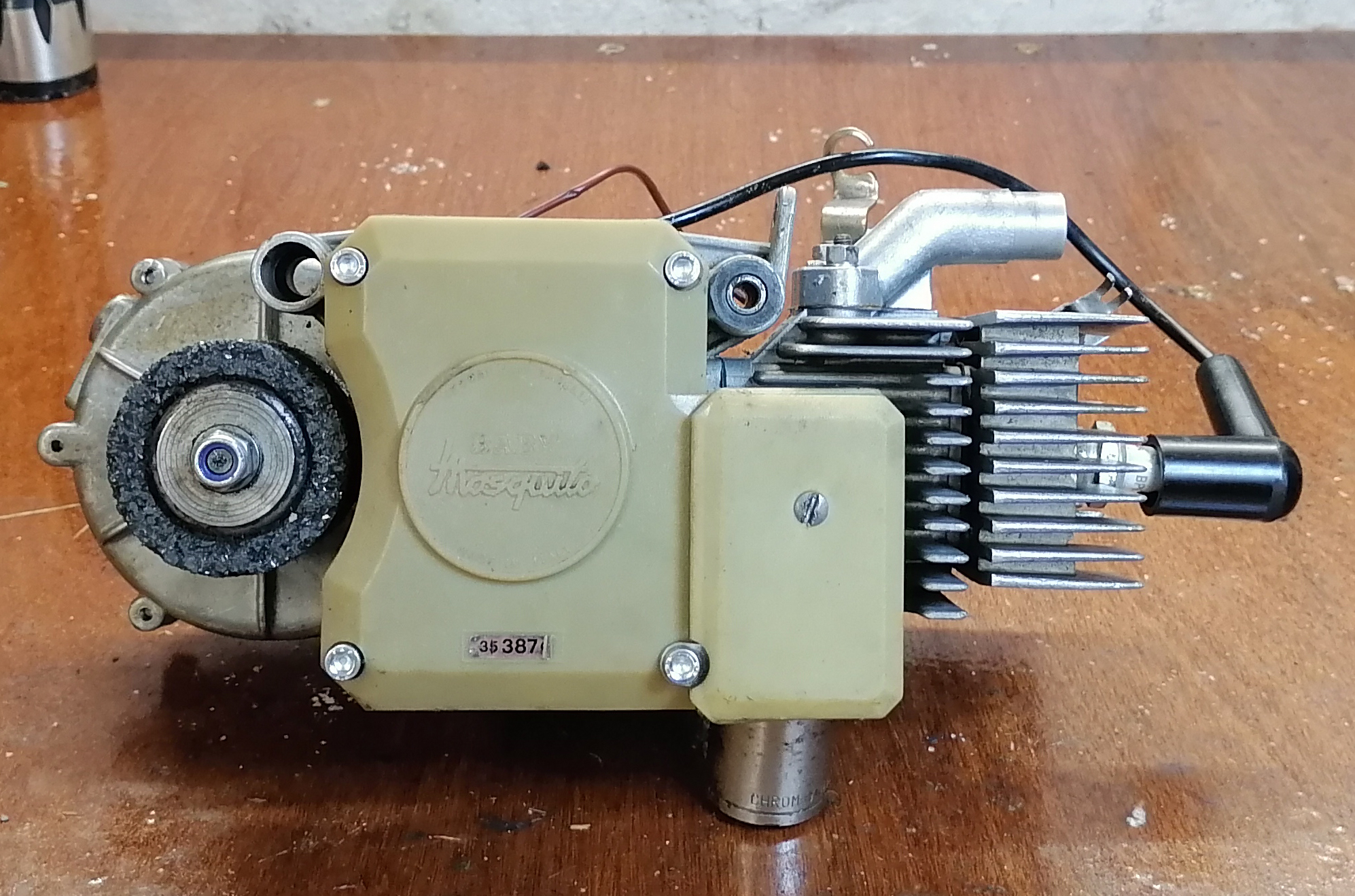
Antriebsseite mit Reibrolle und außenliegender Zündlanlage (unter der Kunststoffabdeckung)
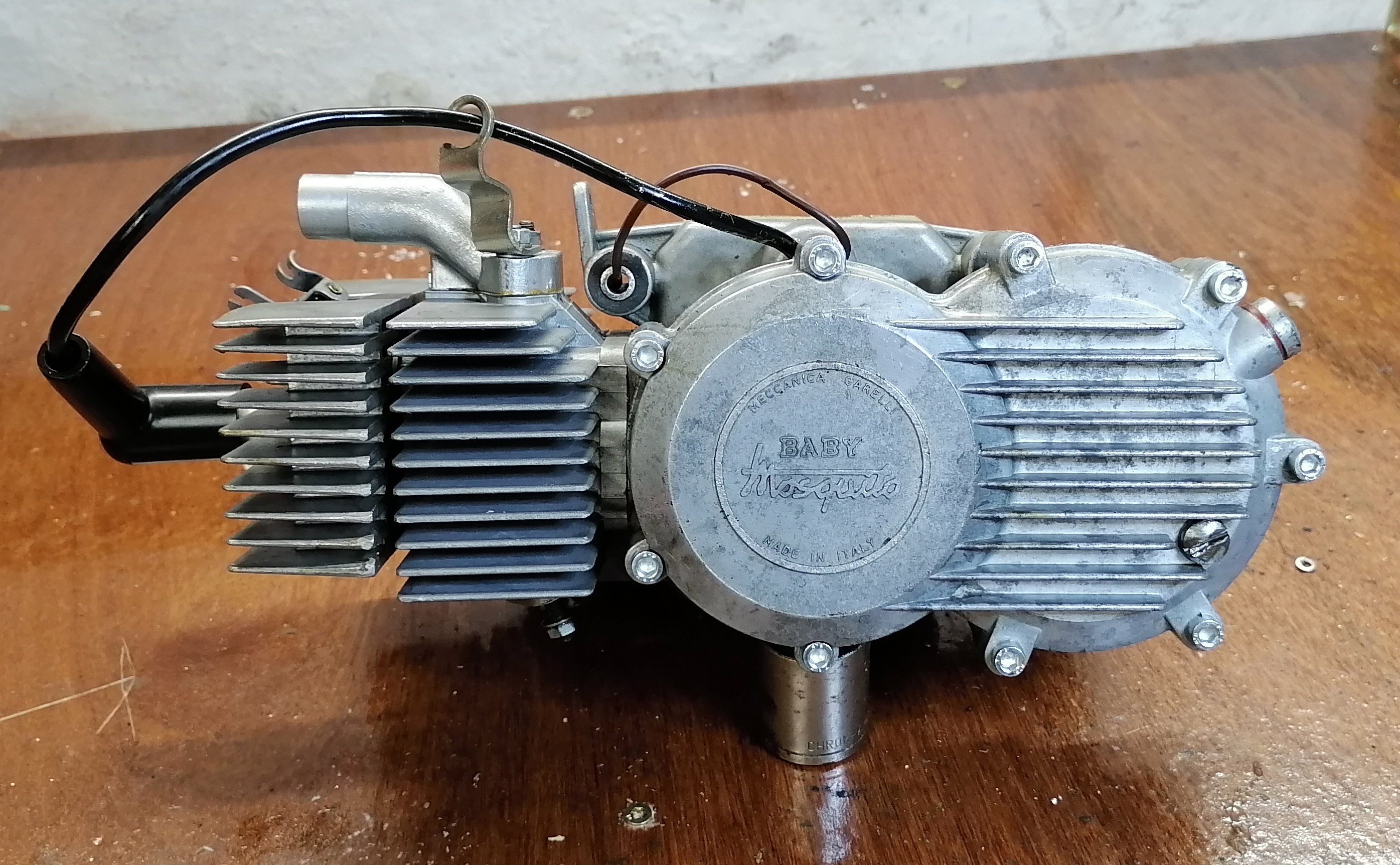
Kupplungsseite (die Centrimatic-Kupplung befindet sich unter dem Motordeckel)
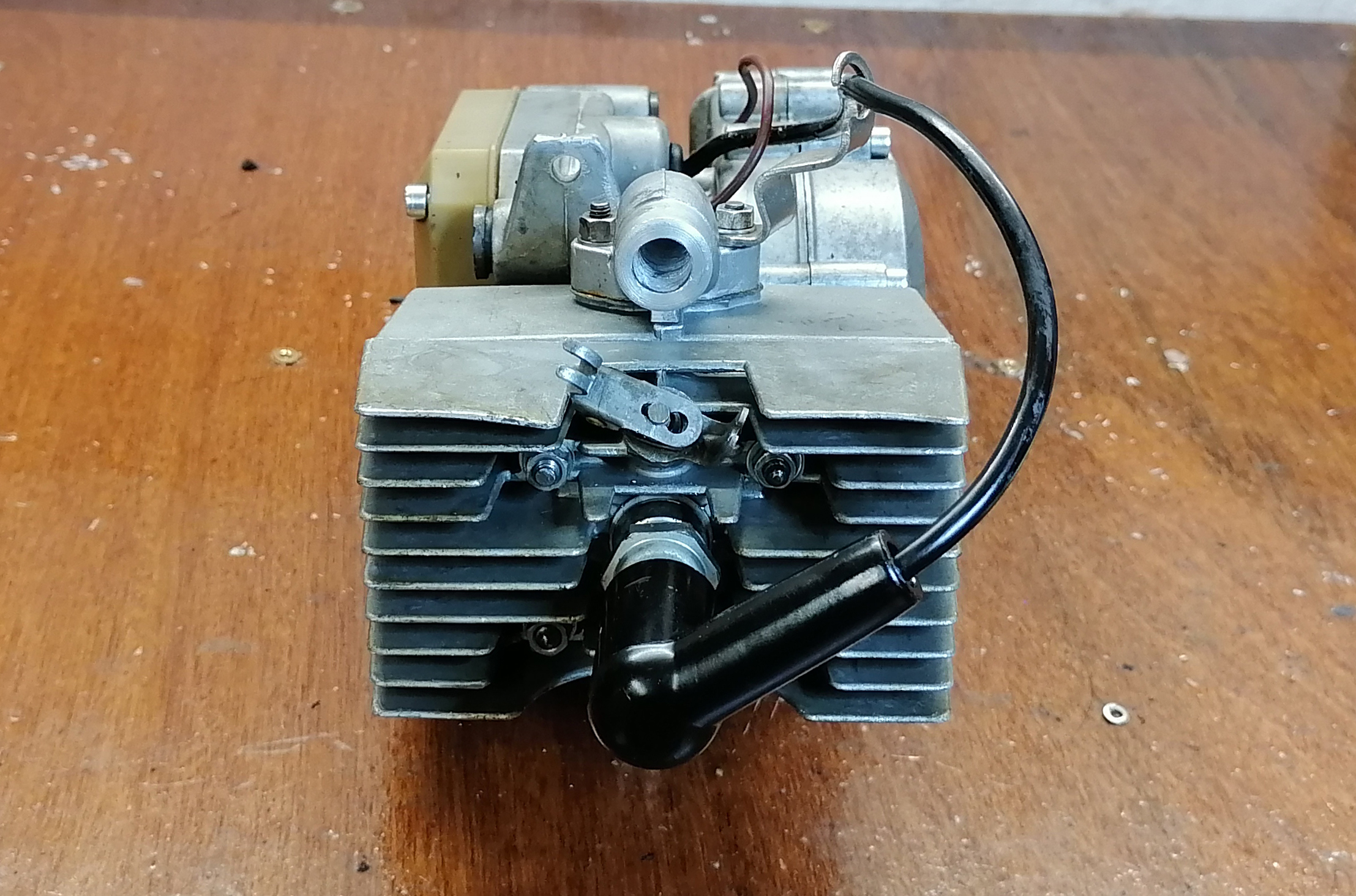
Frontansicht, das Dekompressionsventil (oben) erleichtert den Startvorgang
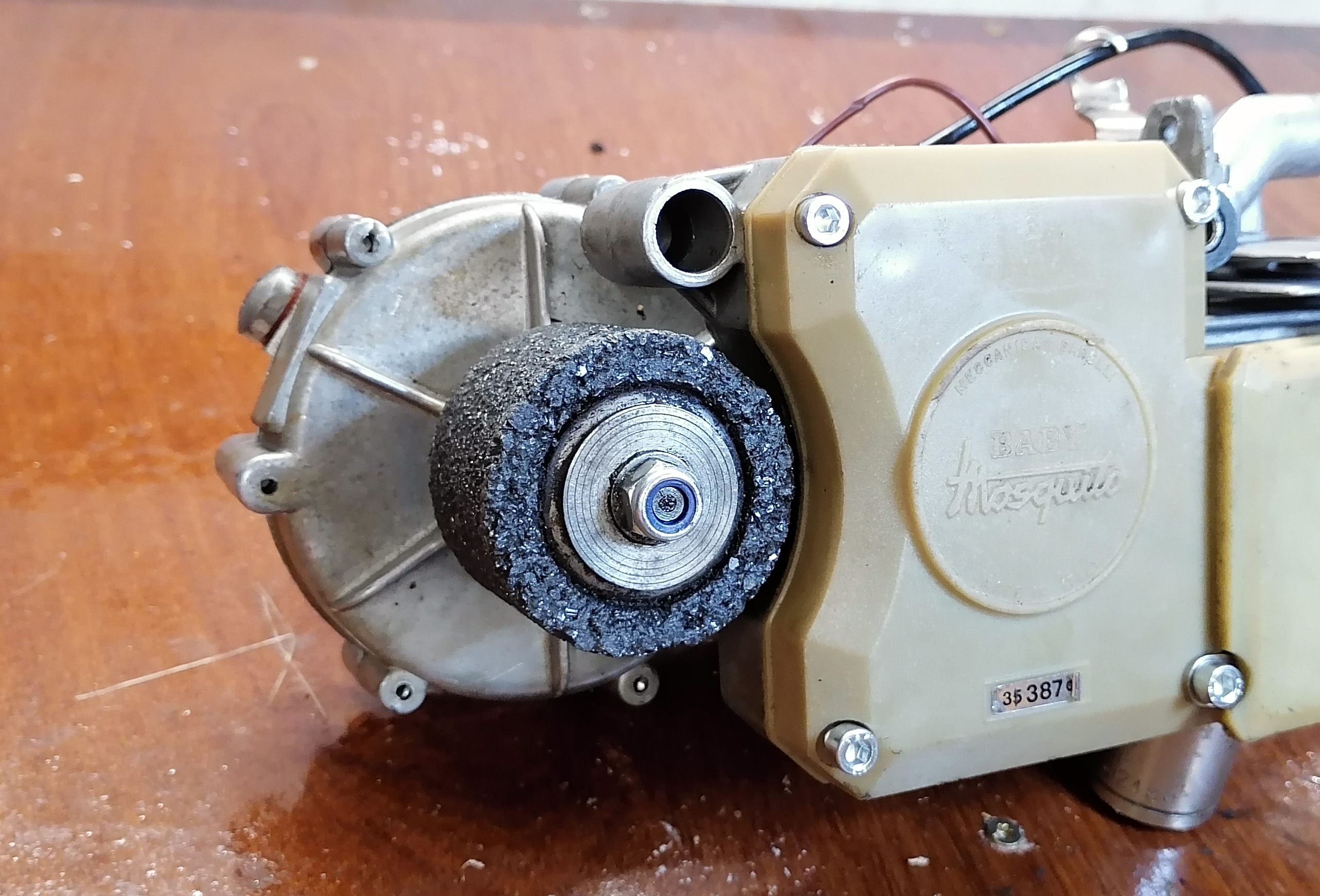
Die Reibrolle für den Antrieb am Hinterrad
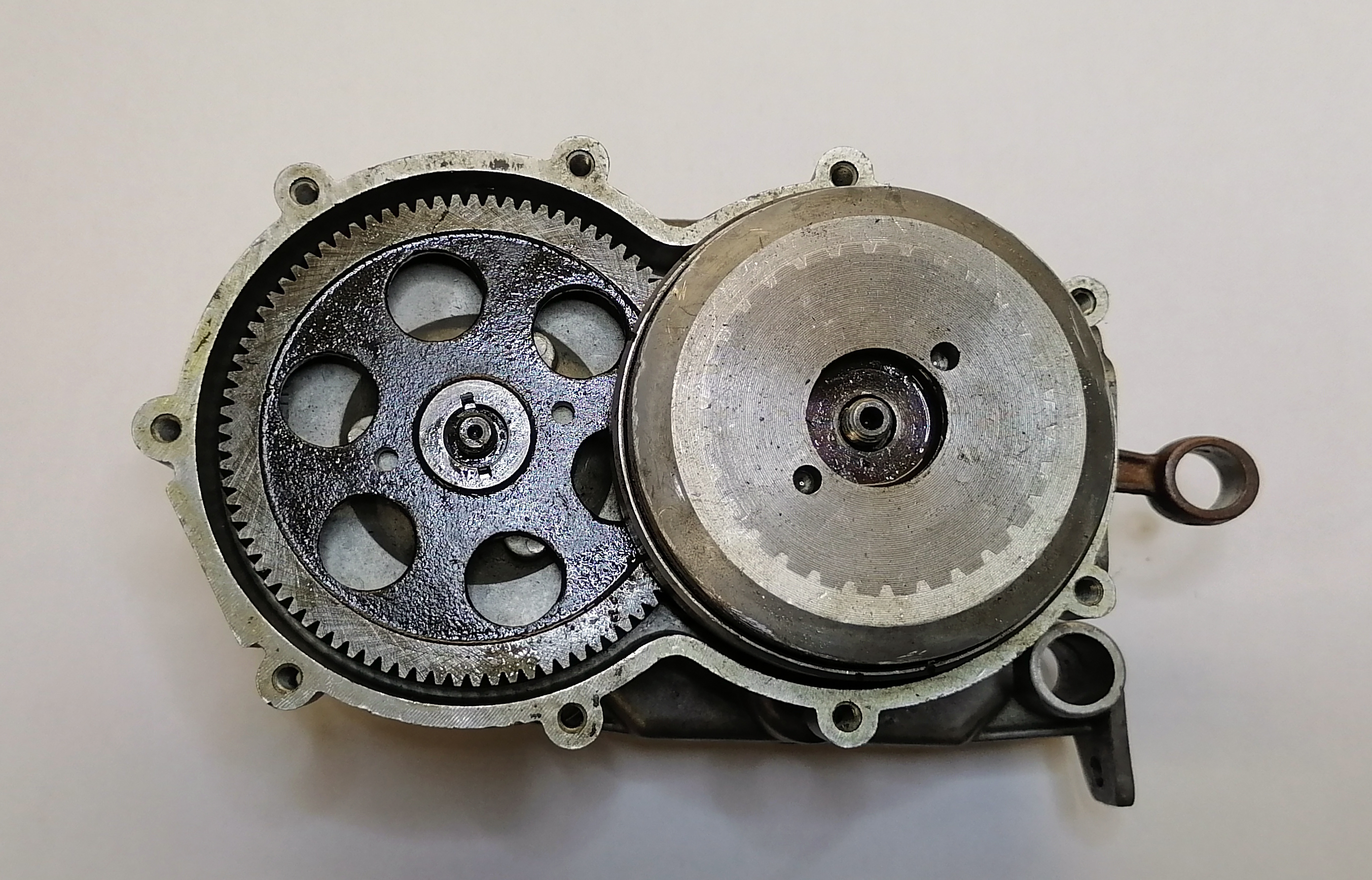
Die Centrimatic Kupplung

Der (Baby) Mosquito-Motor war noch bis 1992 zum Selbsteinbau in Fahrräder im Angebot von Garelli zu finden.
Alle Fahrzeuge sind mittlerweile Raritäten, die im guten bis sehr guten Zustand teils hohe Sammlerpreise erreichen.